# Esquí alpí als Jocs Olímpics d'hivern de 1964
Als Jocs Olímpics d'Hivern de 1964 celebrats a la ciutat d'Innsbruck (Àustria) es disputaren sis proves d'esquí alpí, tres en categoria masculina i tres més en categoria femenina. Les proves es realitzaren entre els dies 30 de gener i 8 de febrer de 1964 a les instal·lacions d'Innsbruck. Els resultats d'aquestes proves foren considerats, així mateix, vàlids per al Campionat del Món d'esquí alpí.

## Resum de medalles

### Categoria masculina
| Prova                  | Or               | Argent       | Bronze           |
| Descens detalls        | Egon Zimmermann  | Léo Lacroix  | Wolfgang Bartels |
| Eslàlom gegant detalls | François Bonlieu | Karl Schranz | Josef Stiegler   |
| Eslàlom detalls        | Josef Stiegler   | Billy Kidd   | James Heuga      |

### Categoria femenina
| Prova                  | Or                  | Argent              | Bronze        |
| Descens detalls        | Christl Haas        | Edith Zimmermann    | Traudl Hecher |
| Eslàlom gegant detalls | Marielle Goitschel  | Christine Goitschel | no es concedí |
| Eslàlom gegant detalls | Marielle Goitschel  | Jean Saubert        | no es concedí |
| Eslàlom detalls        | Christine Goitschel | Marielle Goitschel  | Jean Saubert  |

## Medaller
| Posició | País         | Or | Argent | Bronze | Total |
| 1       | França       | 3  | 3      | 0      | 6     |
| 2       | Àustria      | 3  | 2      | 2      | 7     |
| 3       | Estats Units | 0  | 2      | 2      | 4     |
| 4       | Alemanya     | 0  | 0      | 1      | 1     |
|         |              |    |        |        |       |
| Total   | Total        | 6  | 7      | 5      | 18    |